# ريميرمون

ريميرمون هي بلدة وبلدية تقع في إقليم فوج، فرنسا.